# Michael Marcelino
Michael Marcelino (ur. 30 czerwca 1999) – brazylijski judoka.
Startował w Pucharze Świata w latach 2017-2020 i 2023. Złoty medalista igrzysk Ameryki Południowej w 2018. Pierwsza w drużynie na mistrzostwach panamerykańskich w 2024. Mistrz świata juniorów w 2019 i trzeci w 2018 roku.